# Hiroshi Ochiai
Hiroshi Ochiai (jap. 落合 弘, Ochiai Hiroshi; * 28. Februar 1946 in Urawa (heute: Saitama), Präfektur Saitama) ist ein ehemaliger japanischer Fußballspieler.

## Nationalmannschaft
1974 debütierte Ochiai für die japanische Fußballnationalmannschaft. Ochiai bestritt 63 Länderspiele und erzielte dabei neun Tore.

## Errungene Titel
- Japan Soccer League: 1969, 1973, 1978, 1982
- Kaiserpokal: 1971, 1973, 1978, 1980

## Persönliche Auszeichnungen
- Japan Soccer League Best Eleven: 1969, 1973, 1974, 1975, 1976, 1977, 1978, 1979, 1980, 1981